# Гранков, Александр Георгиевич

## Биография
Окончил с отличием Владимирский политехнический институт (1972). В 1987 году защитил кандидатскую диссертацию по теме "Эффективность спектрального СВЧ-радиометрического метода определения параметров системы "океан-атмосфера" (научный руководитель А.М. Шутко). В 2002 году - докторскую диссертацию "Анализ теплового и динамического взаимодействия океана и атмосферы на основе спутниковых СВЧ-радиометрических данных" (доктор физико-математических наук).
С 1976 года работает в ИРЭ РАН. Ведущий научный сотрудник Института радиотехники и электроники им. В.А. Котельникова РАН, заведующий лабораторией «Многоканальные исследования природной среды»
член НТОРЭС им. А.С. Попова, Нью-Йоркской Академии наук (member-in past). Член Ученого совета ИРЭ РАН.
Руководил работами по грантам РФФИ, МНТЦ, договорам с НИИ точных приборов, Московским институтом теплотехники, Институтом океанологии им. П.П. Ширшова и организациями Роскосмоса. Участвовал в аэрокосмических экспериментах в рамках международной программы "Интеркосмос" − в Азербайджане (1984г.), Курске (1985, 1991гг.), ГДР (1986г.), на Кубе (1988 г.) по исследованию возможностей авиационных средств зондирования земных покровов и внутренних водоемов в диапазонах сантиметровых и дециметровых длин волн для изучения температуры, солености морской поверхности и внутренних водоемов, влажности почвы и уровня залегания грунтовых вод.
Принимал участие в контрактных работах по применению дистанционных методов исследования суши, и водоемов с самолетов и вертолетов в Болгарии (1983, 1989 гг.), Венгрии (1984 г.), Вьетнаме (1989 г.), Сирии (1993 г.), Западной Германии (1993 г.), Белоруссии (1995), в Московской, Владимирской, Нижегородской, Калужской, Ростовской и Тверской областях России, в Краснодарском крае и в различных республиках СССР (80-е и 90-е годы).

## Научные интересы
Развитие и использование спутниковых СВЧ-радиометрических средств для анализа теплового и динамического взаимодействия поверхности океана, суши и атмосферы как климатоформирующих факторов. Результаты научных разработок вошли в годовые отчеты Академии наук (1998, 2012 и 2014 гг.)

## Основные публикации
Книги:
•	Взаимосвязь радиоизлучения системы океан-атмосфера с тепловыми и динамическими процессами на границе раздела. М.: Физматлит, 2004 (совместно с А.А. Мильшиным)
•	Microwave Radiation of the Ocean-Atmosphere: Boundary Heat and Dynamic Interaction, Springer, 2010 (совместно с А.А. Мильшиным)
•	Elaboration of Technologies for Diagnosis of Tropical Hurricanes Beginning in Oceans with Remote Sensing Methods, Chapter in collective monograph “Hurricane Researches”, InTech Publ. House, 2012 (глава в коллективной монографии)
•	СВЧ-радиометрия земной и водной поверхностей: от теории к практике (научные редакторы: В.С. Верба, Ю.В. Гуляев, А.М. Шутко, В.Ф. Крапивин). София: Академическое издательство им. проф. М. Дринова, 2014 (глава в коллективной монографии)
•	Microwave Radiation of the Ocean-Atmosphere: Boundary Heat and Dynamic Interaction: (Second Edition), Springer, 2016 (совместно с А.А. Мильшиным)
•	Радиоизлучение системы океан-атмосфера в ее энергоактивных зонах. LAMBERT Academic Publishing, 2016 (совместно с А.М. Мильшиным, Е.П. Новичихиным)
•	Спутниковая СВЧ-радиометрия тепловых и динамических процессов на поверхности океана и в атмосфере. Российская Академия наук, 2022 (совместно с А.А. Мильшиным, Е.П. Новичихиным) 
Статьи в журналах:

Известия АН, Доклады АН, Журнал технической физики, Известия вузов (радиофизика), Радиотехника, Радиотехника и электроника, Исследование Земли из космоса, Метеорология и гидрология, International Journal of Remote Sensing, International Journal of Remote Sensing Applications